# マコロン製菓
マコロン製菓株式会社（マコロンせいか）は、愛知県名古屋市西区栄生一丁目に本社を置く菓子メーカー。

## 概要
1924年（大正13年）に創業し、会社設立は1949年（昭和24年）。マコロンを製造しており、愛知県内のスーパーマーケットで普通に販売されているほか、名古屋土産としてサービスエリアでも販売されている。そのため、中京圏のメディアでしばしば登場する。
本社の建物は1933年（昭和8年）頃築で、屋根には屋根神様と呼ばれる愛知県独特の風習の祠が祀られている。登録地域建造物資産。

## 主な製品

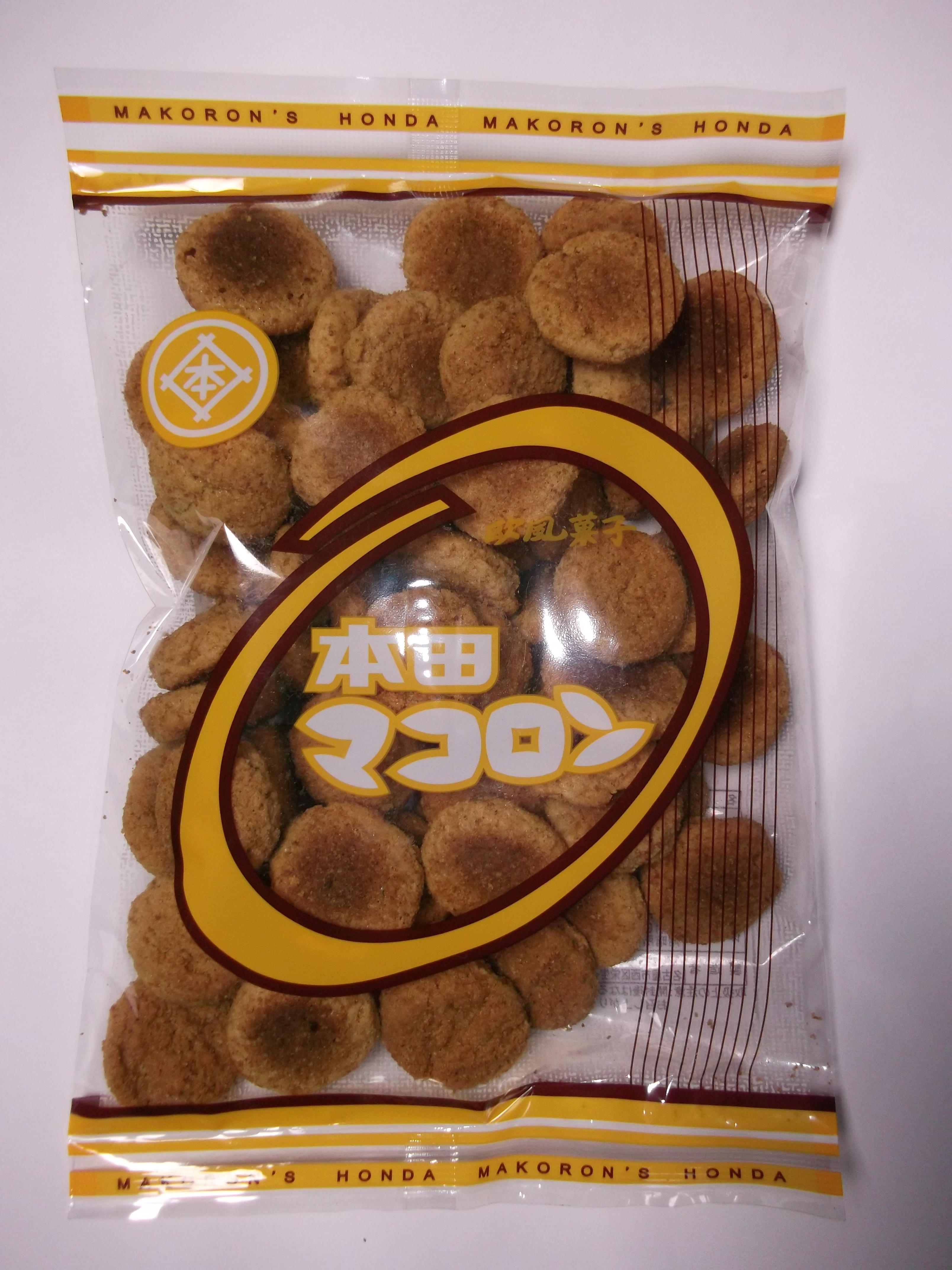
「本田マコロン」

- 本田マコロン[1]